# Kati Outinenová
Kati Outinenová (* 17. srpna 1961 v Helsinkách, vlastním jménem Anna Katriina Outinen) je finská herečka. Svou první filmovou roli dostala ve filmu Tapia Suominena Živote, tady jsem! (Täältä tullaan elämä!), který měl premiéru v roce 1980.
Kati Outinenová je známá především z hlavních rolí ve filmech Akiho Kaurismäkiho. Jejich první společným filmem byly Stíny v ráji (Varjoja paratiisissa) z roku 1986. Film Muž bez minulosti (Mies vailla menneisyyttä), uvedený v roce 2002, byl velkým úspěchem. Na Filmovém festivalu v Cannes získal Velkou cenu a Kati Outinenová za výkon v něm obdržela Cenu pro nejlepší herečku.
Hrála i v několika finských televizních seriálech. Podílela se také na scénáři mýdlové opery Tajné životy. V roce 2013 hrála ve dvou filmech česko-finské produkce, a to Klauni a Láska, soudruhu.